# Ruta CH-60
A Ruta CH-60 (em português Rodovia CH-60 ou Estrada CH-60), ou simplesmente Ruta 60 é uma rodovia chilena que corta a Região de Valparaíso no Valle Central do Chile. A rodovia se divide em dois setores, se inicia em Valparaíso e finaliza na Fronteira com a Argentina. O trecho Quillota-Los Andes corresponde à Concessão Autopista Los Andes. No trecho de Valparaíso é conhecida como Camino la Pólvora ou acesso sul. O trecho interurbano Concón-Viña del Mar-Valparaíso, corresponde à Autovía Las Palmas ou comumente chamada Vía Las Palmas. A partir de Los Andes acende à cordilheira para terminar no Túnel internacional Cristo Redentor, continuando na Argentina como Ruta Nacional 7 a qual termina em Buenos Aires.

## Áreas Geográficas e Urbanas
- Km 0 Autopista del Pacífico
- Começo da Autovía Las Palmas em Viña del Mar
- Fim da Autovía Las Palmas em Concón
- Começo da Autopista Los Andes em San Pedro
- Fim da Autopista Los Andes em El Olivo
- Km 70 Autopista del Aconcagua
- Começo da Autopista Los Andes em Llaillay
- Fim da Autopista Los Andes em El Sauce
- Km 142 Pedágio Cristo Redentor (oeste-leste)

## Aduanas

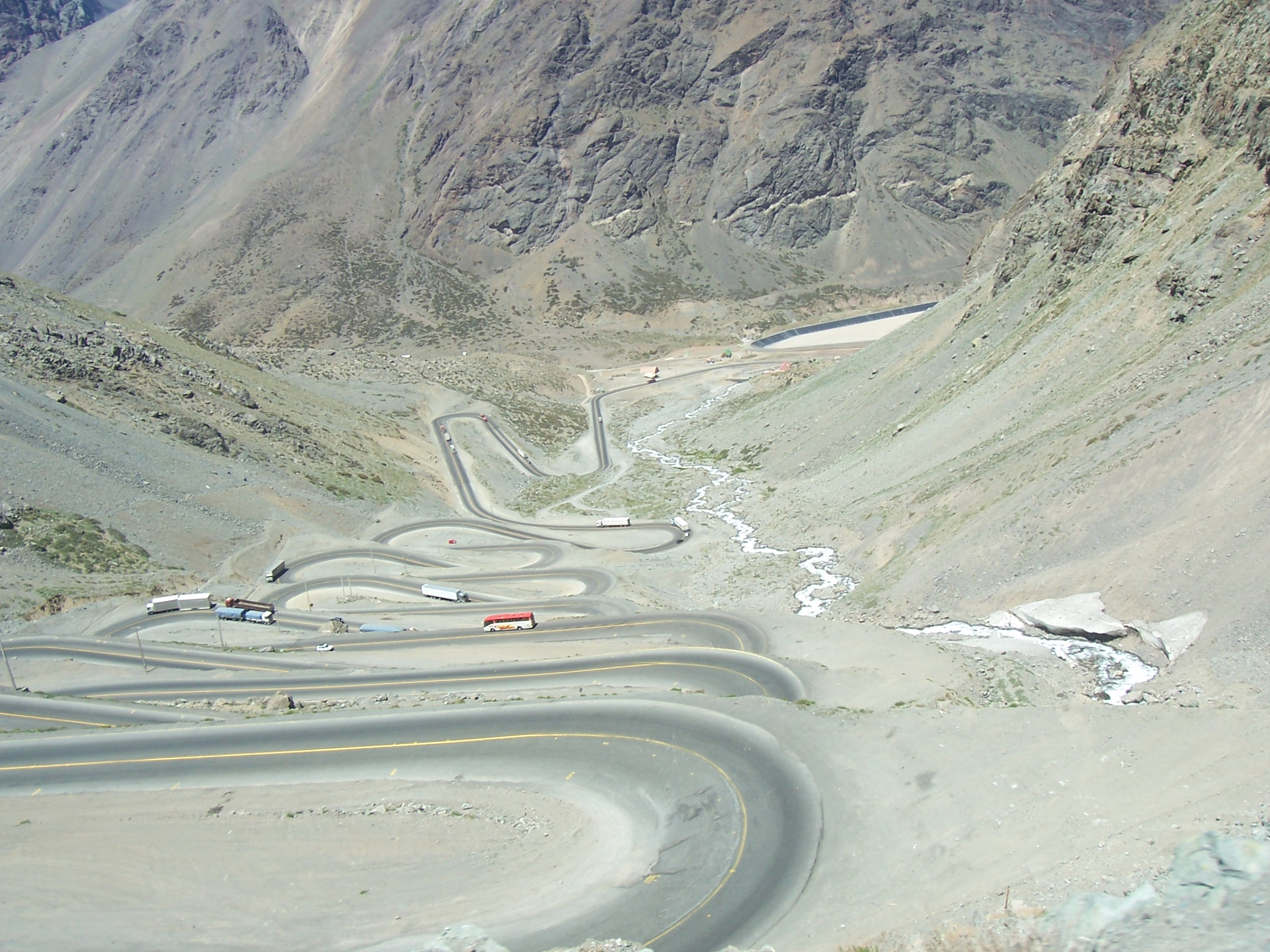
Cuesta Juncal, comumente chamada "Caracoles", é a parte da CH-60 que antecede a chegada à fronteira.

- Complexo Fronteiriço Los Libertadores: Localizado entre os maciços andinos a 3200 metros acima do nível do mar.
- Horário: O funcionamento é contínuo no verão (2 de setembro – 14 de maio). Já no inverno (5 de maio – 1 de setembro), as atividades ocorrem das 8 às 20 horas. Geralmente a alteração de temporada é definida através de um acordo entre os respectivos coordenadores dos complexos fronteiriços (Los Libertadores e Horcones).
- Documentos Aduanas Chile, Servicio Agrícola Ganadero, Policía de Investigaciones (Interpol) e Carabineros em Los Libertadores.

Obs.: No trecho andino devem ser usadas correntes nos pneus quando da presença de neve e/ou gelo sobre a pista. Podem ocorrer fechamento eventuais da rodovia durante o inverno.

## Setores da Rodovia
- Viña del Mar Túneis Jardin Botânico Oriente e Poente
- Viña del Mar·Concón Autovía
- Concón·San Pedro Rodovia Pavimentada
- San Pedro·La Calera Autoestrada
- Entre La Calera e Llaillay a rodovia sofre uma interrupção, sendo o trecho percorrido através da Ruta 5.
- Llaillay·El Sauce Autoestrada
- El Sauce·Paso Fronterizo Cristo Redentor Rodovia Pavimentada
- Los Libertadores Túnel Caracoles
- Los Libertadores Túnel do Cristo Redentor